# Heather Bown
Heather Bown (ur. 29 listopada 1978 w Orange) – amerykańska siatkarka, grająca na pozycji środkowej. W kadrze narodowej zadebiutowała w 2000 roku. Wraz z reprezentacją w 2002 roku zdobyła srebrny medal na Mistrzostwach Świata. Największy sukces z reprezentacją odniosła w 2008 roku, zdobywając wicemistrzostwo Olimpijskie.

## Sukcesy klubowe
Puchar CEV:
- 2002

Liga Mistrzyń:
- 2003

Mistrzostwo Włoch:
- 2007

Puchar Challenge:
- 2009

Puchar Turcji:
- 2011

Mistrzostwo Turcji:
- 2011

Mistrzostwo Azerbejdżanu:
- 2012

Puchar Rosji:
- 2012

Mistrzostwo Rosji:
- 2013

## Sukcesy reprezentacyjne
Grand Prix:
- 2001, 2010, 2011, 2012
- 2003, 2004

Mistrzostwa Ameryki Północnej, Środkowej i Karaibów:
- 2001, 2003, 2011
- 2007

Mistrzostwa Świata:
- 2002

Puchar Świata:
- 2011
- 2003, 2007

Volley Masters Montreux:
- 2004

Igrzyska Panamerykańskie:
- 2007

Igrzyska Olimpijskie:
- 2008

Puchar Panamerykański:
- 2010

## Nagrody indywidualne
- 2001: Najlepsza atakująca Mistrzostw Ameryki Północnej, Środkowej i Karaibów
- 2009: Najlepsza blokująca turnieju finałowego Pucharu Challenge